# 白上咲花
白上 咲花 （しらかみ えみか、2003年〈平成15年〉12月27日 - ）は、日本のAV女優。バンビプロモーション所属。

## 略歴
2024年4月23日『超大型新人NO.1STYLE 白上咲花 AVデビュー』（S1 NO.1 STYLE）でAVデビュー。以降、S1 NO.1 STYLE（エスワン）専属女優として活動。
デビュー作は8月12日週FANZAレンタルフロアランキングにおいて初登場第10位。
8月26日週FANZAレンタルフロアランキングでは『超大型新人 白上咲花の、初体験3本番。天才的AVアイドルが、人生初めて尽くしで、快楽に溺れる。』が6位ランクイン。9月2日週同ランキングでは4位浮上。
9月9日週FANZAレンタルフロアランキングで『超大型新人 白上咲花の、初体験3本番。天才的AVアイドルが、人生初めて尽くしで、快楽に溺れる。』が4位ランクイン。
同年11月4日週FANZA通販フロアランキングにて、出演作『S1 PRECIOUS GIRLS 2024 オールスター24名大集合ハーレムアイランドSpecial』が初登場1位にランクイン。11月11日週では同作が1位。DVD版も3位ランクイン。
2024年12月27日に自身の誕生日に1st写真集『Emicul 1st.』（彩文館出版）を発売。
2025年3月2日、2月に発売した初のヌードポーズブック『プレミアムヌードポーズブック 白上咲花』（ジーオーティー）の発売記念イベントを東京・秋葉原 書泉ブックタワーで開催した。
同年5月26日週FANZAレンタルフロアランキングにて、『親戚おじさんの家に預けられた10代の私は気持ち悪いと思いながらカラダを舐められハメられていました。白上咲花』が4位ランクイン。6月2日週同ランキングでは3位に上昇した。6月9日週同ランキングで2位上昇。
同年6月30日週FANZA通販フロアランキングにて、イメージビデオ『Emika2 恋咲くビタースウィート・白上咲花』（REbecca）が初登場9位となる。
7月14日週FANZAレンタルフロアランキングで『パパ活で適当にシコってやってたら、ある日おっさんに変な薬（いわゆる媚薬）盛られて…それからはキモチ●ポが欲しくてたまらなくアソコ濡れるんです。』が3位ランクイン。同年7月21日週FANZAレンタルフロアランキングでも4位を維持。7月度FANZAレンタルフロア月間AV女優ランキング3位にランクインした。

## 人物
- 学生時代はバレーボール部（キャプテン）。髪型はかりあげショートカットであった[5]。Youtube番組『はだかいっかん!』では、当時の髪形としてあぁ～しらき、佐伯チズを例に挙げている[20]。
- 初体験はバレー部を引退した18歳の時で、相手はその頃に初めてできた彼氏。その時は心の準備ができぬまま急にエッチをする流れになってしまったため、緊張から固まってしまった。また挿入時も出血こそ無かったものの、緊張からなかなか挿らなくて、時間が掛かったと振り返っている[21]。
- デビュー前から三上悠亜のファンで、三上の作品だけは観ていた。メーカー面接でエスワンを訪れた際、三上のパネルが沢山展示されていたのを見て改めて三上の凄さを感じ、エスワンに是非とも入りたいと思ったと明かしている[5]。
- 芸名『白上咲花』はプロデューサーからの提案。三上へのあこがれ[22]から名字に「上」を入れている[5]。
- AV女優でエスワンレーベルの先輩でもある小島みなみは、逸話を聞き潮吹きしやすい体質と論評している[22]。
- 東京スポーツ男セン面編集部は「幼顔、それでいて169cmの高身長のしなやかボディー、そのギャップで多くのファンを引き付けた」と解説している[23]。

## 作品

### アダルトビデオ
- 超大型新人NO.1STYLE 白上咲花 AVデビュー（4月23日、S1 NO.1 STYLE）
- 超大型新人 白上咲花の、初体験3本番。天才的AVアイドルが、人生初めて尽くしで、快楽に溺れる。（5月28日、S1 NO.1 STYLE）
- 超大型新人の、ホテル濃密性交。 白上咲花（6月25日、S1 NO.1 STYLE）
- 白上咲花のエロス大変身 全力200%出し切り大絶頂スペシャル（7月23日、S1 NO.1 STYLE）
- 白上咲花が中年オヤジと涎とろとろ接吻ぐちょぐちょで絡み合う濃厚唾液ベロキス性交。（8月27日、S1 NO.1 STYLE）
- 学校で憧れのあの子は電車でめちゃくちゃ痴漢(ヤラ)れているらしい。（9月24日、S1 NO.1 STYLE）
- アナタの最高オナニーのために白上咲花が可愛く見つめておち●こを刺激、そして何度も射精を笑顔で受け止める…大量顔射スマイルオナサポ（10月22日、S1 NO.1 STYLE）
- 女子大生ラウンジ嬢と性に溺れた相部屋ホテルNTR おじさんの私は綺麗な美女との店外デートで何度もハメまくってしまった。 白上咲花（11月26日、S1 NO.1 STYLE）
- S1 PRECIOUS GIRLS 2024 オールスター24名大集合ハーレムアイランドSpecial（12月10日、S1 NO.1 STYLE）[24][25][26]
- 「お客様が癒し尽きるまで施術終わりませんからね」 おち●ぽ優しく舐め尽くして全精子をニコニコ絞る追撃フェラエステ 白上咲花（12月24日、S1 NO.1 STYLE）

- ありえないほど白いスタイル少女の一泊二日ヤリまくり温泉デートで生々しい素丸出し性交 白上咲花（1月28日、S1 NO.1 STYLE）
- 親戚おじさんの家に預けられた10代の私は気持ち悪いと思いながらカラダを舐められハメられていました。 白上咲花（2月25日、S1 NO.1 STYLE）
- エスワン20周年記念 AV業界史に残る最強タッグ作品 顔面偏差値No.1の女子生徒たちがヌキハメ放題で来場者を満足させてくれるエスワン学園射精祭（3月11日、S1 NO.1 STYLE）[27]
- パパ活で適当にシコってやってたら、ある日おっさんに変な薬（いわゆる媚薬）盛られて… それからはキモチ●ポが欲しくてたまらなくアソコ濡れるんです。 白上咲花（3月25日、S1 NO.1 STYLE）
- 大好きな大人の先生をまだ10代の私が興奮させたくて… スク水姿で迫りました。そしたら普通に勃起して挿れたくて腰振りヘコヘコ! ヤッター チョローい 白上咲花（4月22日、S1 NO.1 STYLE）
- エスワン20周年記念 AV業界史に残る最強タッグ作品 世界トップクラスの美女に囲まれて柔らか艶肌むぎゅむぎゅ超密着! スッキリ連続射精! キス、乳首、股間…性感帯シンクロ同時責め【主観】あなただけの性処理専門全裸メイド倶楽部（5月27日、S1 NO.1 STYLE）[28]
- ちょっと前までプロレスごっこしてたガキの妹が最近やたらパンチラしてくる。兄ちゃんどうする…？ GOする！？ 白上咲花（5月27日、S1 NO.1 STYLE）
- 思春期の夏休み幼馴染がふざけて女子同士でキス… 見てた僕も興奮しベロキス3Pしまくった 渚あいり 白上咲花（6月24日、S1 NO.1 STYLE）
- エスワン20周年記念 AV業界史に残る最強タッグ作品 1×18。AVメーカーS1所属の新人ADの俺は、最高セクシー女優様たちにこっそりシコられ、ハメられ、エロいことに巻き込まれる、AV職場ラッキーSEX（7月22日、S1 NO.1 STYLE）[29]
- スレンダーな新人CAが巨漢クレーマーに犯●れ、心壊れ、肉オナホと化した後に… マ●コが極太ペニスに馴染んできてあり得ないほどイキまくった。 白上咲花（7月22日、S1 NO.1 STYLE）
- 限りなく透明に近い純白少女 白上咲花 1年のすべて。12作品コンプリート初ベスト（8月12日、S1 NO.1 STYLE）※単体ベスト

### アダルトVR
- VR NO.1 STYLE ＜白上咲花＞解禁 アダルト界で、今世紀一番の正統派美少女スター 白上咲花とイチャラブ同棲生活（7月3日、S1 NO.1 STYLE）
- 清楚で、可愛くて、エロい。至近距離でじ～っくり見つめながら嬉しそうにご奉仕【僕専用】即尺ランジェリーメイドVR 白上咲花（10月6日、S1 NO.1 STYLE）

- 【禁断性交】教師の僕は生徒（咲花）と恋に落ちた…卒業するまで関係を持つのは我慢しようと誓い合った なのに、他の女生徒に告白される僕に嫉妬した咲花は「先生の特別な存在になりたい…よそ見しちゃヤダ」文化祭の夜、ボクたちは超えてはいけない一線を超えた。 白上咲花（6月5日、S1 NO.1 STYLE）

### イメージビデオ
- 透明度120% 白上咲花（9月10日、FAIR & WAY）
- Emika 恋におちる瞬間 白上咲花（9月19日、REbecca）

- プリンセスえみか 白上咲花（3月21日、メディアブランド）
- Emika2 恋咲くビタースウィート 白上咲花（8月21日、REbecca）

### 写真集
- 白上咲花1st.写真集「Emicul 1st.」（2024年12月27日、彩文館出版、撮影：稲田喬晃）ISBN 978-4-7756-0681-0 ※3000部限定 愛蔵版[23][30]
- Cosplay Fetish Book 白上咲花（2025年5月29日、ジーオーティー、撮影：田村浩章） ISBN 978-4-8236-0860-5[31]

### ポーズブック
- プレミアムヌードポーズブック 白上咲花（2025年2月26日、ジーオーティー、撮影：田村浩章） ISBN 978-4-8236-0822-3

### デジタル写真集
- Emika 恋におちる瞬間 白上咲花（2025年3月7日、REbecca）
- 犯罪スレスレ 白上咲花（2025年5月1日、フェア出版、撮影：八坂悠司）
- 白上咲花 タカネノハナ FRIDAYデジタル写真集（2025年6月6日、講談社、撮影：篠原潔）
- ジューシーハニーPLUS＃26 白上咲花（2025年6月10日、JUICY HONEY、撮影：篠原潔）

## その他製品

### トレーディングカード
- AVC ジューシーハニーコレクションカード PLUS ＃26 白上咲花 & miru & 恋渕ももな & 小野六花（2025年4月26日、株式会社ハバロッサ）

## 出演

### テレビ
- 月ともぐら（2025年4月18日 - 、テレビ東京）